# Dan et Danny
 (septembre 2014).
Si vous disposez d'ouvrages ou d'articles de référence ou si vous connaissez des sites web de qualité traitant du thème abordé ici, merci de compléter l'article en donnant les références utiles à sa vérifiabilité et en les liant à la section « Notes et références ».
Dan et Danny, ou Dan et Dany (version VHS), aussi connu sous le titre original Dirty Pair (ダーティペア, Dāti pea), est une série d'animation japonaise en 24 épisodes de 25 minutes, adaptée d'une série de romans de Haruka Takachiho par les studios Sunrise et diffusée entre le 15 juillet et le 26 décembre 1985 sur Nippon TV.
En France, la série est diffusée à partir de janvier 1989 sur FR3 dans l'émission Amuse 3, rediffusée sur Mangas et sur France 3 dans l'émission Génération Albator à partir du 24 décembre 1999.

## Synopsis
En 2141, Dan et Danny sont deux « Anges de la Galaxie », en d'autres termes des agents spéciaux de la galaxie travaillant pour la WWWA (World Welfare Works Association).
Elles font leur métier avec une chance inexistante, ou presque, qui déclenche catastrophe sur catastrophe. Elles sont aidées d'un robot Nanmo et d'une espèce de gros chat, Mughi.

## Voix françaises
- Dorothée Jemma : Dan
- Stéphanie Murat : Danny
- Vincent Ropion : le secrétaire Calico
- Michel Bedetti : le chef Goury
- Francette Vernillat : voix féminines
- Albert Augier : voix masculines

## Épisodes
1. Les retrouvailles
2. Le sabotage
3. Le talisman de Gorem
4. Le chat atomique
5. Le rendez-vous manqué
6. Le prisme
7. Une histoire d'amour
8. La promesse
9. La planète Plasma
10. Le petit prince
11. Vacances mouvementées
12. L'étrange animal
13. Le monstre des égouts
14. Une campagne mouvementée
15. La course au trésor
16. L'enfant gâtée
17. Au bord de l'abîme
18. Le suspect
19. Un étrange pouvoir
20. Un plan démoniaque
21. Les disparus
22. Le vol 808 ne répond plus
23. Escroc de charme
24. Faux témoin
25. L'otage (OAV 1)
26. L'argent de la vengeance (OAV 2)

## Produits dérivés

### OAV
- 1984 : Dan et Danny : Affair on Nolandia (Dirty Pair : Nolandia no Nazo, Original Dirty Pair : Affair of Nolandia)
- 1990 : Dan et Danny : Flight 005 Conspiracy (Dirty Pair : Flight 005 Conspiracy)

### Film d'animation
- 1987 : Dan et Danny : Project Eden (Daati Pea Gekijou-ban)

### Séries dérivées
- 1987 : Dirty Pair : With Love From the Lovely Angels - 2 épisodes (intégrés à la série originale en tant qu'épisodes 25 et 26)
- 1989 : Original Dirty Pair - 10 épisodes
- 1994 : Dirty Pair Flash (ダーティペアＦＬＡＳＨ) - 16 épisodes

### Bandes dessinées
The Dirty Pair est un comic américain de style manga (Amerimangas) scénarisé et dessiné principalement par Adam Warren, basé sur les personnages de la série créée par Haruka Takachiho. Les trois premiers épisodes ont été écrits par Toren Smith et Adam Warren et dessiné par Warren. Après le départ de Smith, Warren reprend totalement l'écriture. Le style du comics est beaucoup plus cyberpunk que les autres versions de Dirty Pair, et les histoires, à partir de Fatal but Not Serious, se déplacent vers le genre transhumain et posthumain. En France, Dirty Pair III: A Plague Of Angel est publié dans le magazine Kaméha en 1994 sous le titre Peste d'Ange. Fatal But Not Serious est également traduite, éditée et diffusée en kiosque par Semic entre juillet et novembre 2000 en 3 numéros.
- Adam Warren et Toren Smith, The Dirty Pair : Biohazards, Eclipse Comics 1988.
- Adam Warren et Toren Smith, The Dirty Pair : Dangerous Acquaintances, Eclipse Comics 1989.
- Adam Warren et Toren Smith, The Dirty Pair : A Plague of Angels, Eclipse Comics 1990.
- Adam Warren, The Dirty Pair : Sim Hell, Dark Horse Comics 1993.
- Adam Warren, The Dirty Pair : Fatal but not Serious, Dark Horse Comics 1995, Semic France 2000.
- Adam Warren, The Dirty Pair : Start the Violence, Dark Horse Comics 1999.
- Adam Warren, The Dirty Pair : Run from the future, Dark Horse Comics 2000.

### Jeux vidéo
- 1987 : Dirty Pair : Project Eden, publié par Bandai le 1er juin 1987. Uniquement pour le Japon.